# プラスコルサーノ
プラスコルサーノ（伊: Prascorsano）は、イタリア共和国ピエモンテ州トリノ県にある、人口約700人の基礎自治体（コムーネ）。

## 地理

### 位置・広がり

#### 隣接コムーネ
隣接するコムーネは以下の通り。
- カニスキオ
- クオルニェ
- ペルトゥージオ
- プラティリオーネ
- リヴァーラ
- サン・コロンバーノ・ベルモンテ
- ヴァルペルガ

## 行政

### 分離集落
プラスコルサーノには、以下の分離集落（フラツィオーネ）がある。
- Cerialdo, Galassola, Pemonte, Prabasone, Tetti, Comunie